# آلیسیر برت
آلیسیر جیمز هندری برت (پیدایش: Alistair James Hendrie Burt) (دواد: ۲۵ مه ۱۹۵۵) یک سیاستمدار بریتانیایی است که از سال ۲۰۰۱ تا ۲۰۱۹ به عنوان عضو پارلمان بریتانیا (MP) خدمت کرده‌است.
در سپتامبر ۲۰۲۰ او به عنوان پرو-کانسلر دانشگاه لانکستر منصوب شد و جانشین لرد لیدل شد.
آلیستر برت در دفن بری، لانکشایر متولد شد و در مدرسه ی گرامری بری تحصیل کرد، او در کالج سنت جان، آکسفورد درس حقوق آموخت و در سال ۱۹۷۷ فارغ‌التحصیل شد. در سال ۱۹۷۶ به عنوان رئیس انجمن حقوق آکسفورد انتخاب شد.